# Sistema de gestión de vuelo

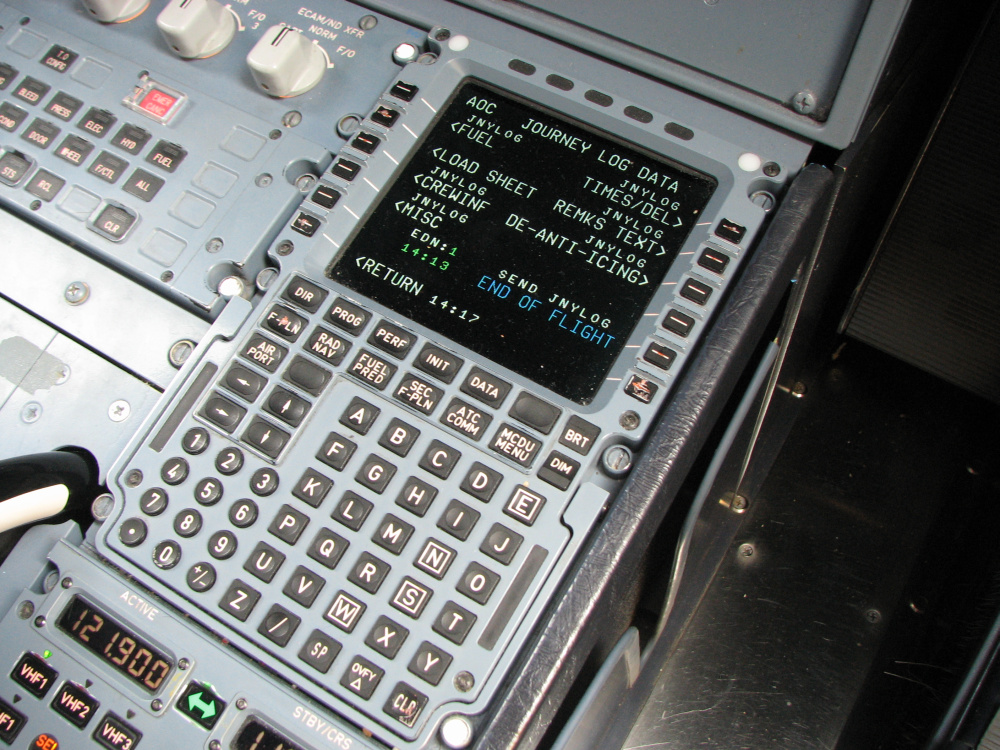
Sistema de gestión de vuelo de un Airbus A320 en la posición del copiloto.

Un sistema de gestión de vuelo, también conocido por el acrónimo en inglés FMS (Flight Management System), es un componente de la aviónica de una aeronave que permite automatizar una variedad de tareas a realizar durante un vuelo, reduciendo de este modo la carga de trabajo de la tripulación, hasta el punto de que las aeronaves que llevan instalados estos sistemas pueden prescindir de la figura del ingeniero de vuelo o de la del navegante. 
Los aviones de transporte de nueva generación, están equipados con este moderno sistema de navegación integrados en su diseño, una de las funciones primarias de este componente es la gestión del plan de vuelo. Mediante el uso de varios sensores, como el sistema de posicionamiento global, el sistema de navegación inercial y la radionavegación que determinan la posición de la aeronave, el FMS es capaz de guiar la aeronave a lo largo de una ruta predeterminada.